# Ammeråstigen
Ammeråstigen är en turistväg i Jämtland. Vägen följer Ammerån från byn Ammer vid utflödet i Indalsälven till Hammerdal vid E45. Större delen av Ammeråstigen, mellan Överammer och Hammerdal, utgörs vägen av länsväg 344. Ammerån är outbyggd för vattenkraft och ett välkänt fiskevatten för fiske i strömmande vatten. Längs vägen finns flera rastplatser och naturcampingar.